# 藍圓鰺
藍圓鰺（学名：Decapterus maruadsi），又稱紅背圓鰺、硬尾、四破魚、甘廣魚、金棍魚、巴浪魚，為輻鰭魚綱鱸形目鱸亞目鰺科的其中一個種。

## 分布
本魚廣泛分布於西北太平洋區，包括日本、韓國、中國東海、台灣等海域。

## 深度
水深0至100公尺。

## 特徵
本魚體橫面略呈橢圓形，吻長約為眼徑的2倍，稜鱗僅存於側線之直線部份。體背藍綠色，下部銀白色，各鰭帶淡黃色，鰓蓋上方一黑色斑點。胸鰭最長，後緣可達第一背鰭後緣下方。第一背鰭有硬棘7至8枚；第二背鰭有硬棘1枚、軟條27至36枚；臀鰭有硬棘1枚、軟條23至30枚；側線稜鱗數目約30至37枚。體長可達35公分。

## 生態
本魚棲息於沿岸或內灣沙泥底海域，為中表層群游魚類，以橈足類及端腳類等浮游動物為食。

## 經濟利用
為食用魚，風味尚佳，通常煎食或以鹽水煮熟後食用。臺灣人多稱「四破魚」，以北海岸到東北角沿岸為捕撈大宗。